# Silvia Zanardi
Silvia Zanardi (Fiorenzuola d'Arda, 3 de marzo de 2000) es una deportista italiana que compite en ciclismo en las modalidades de pista y ruta.
Ganó cinco medallas en el Campeonato Europeo de Ciclismo en Pista entre los años 2020 y 2022. En carretera obtuvo una medalla de oro en el Campeonato Europeo de Ciclismo en Ruta de 2021, en la carrera de ruta sub-23.

## Medallero internacional
| Campeonato Europeo | Campeonato Europeo | Campeonato Europeo | Campeonato Europeo      |
| Año                | Lugar              | Medalla            | Competición             |
| ------------------ | ------------------ | ------------------ | ----------------------- |
| 2020               | Plovdiv (Bulgaria) | Medalla de plata   | Puntuación              |
| 2021               | Grenchen (Suiza)   | Medalla de plata   | Persecución por equipos |
| 2022               | Múnich (Alemania)  | Medalla de oro     | Madison                 |
| 2022               | Múnich (Alemania)  | Medalla de plata   | Persecución por equipos |
| 2022               | Múnich (Alemania)  | Medalla de plata   | Puntuación              |

| Campeonato Europeo | Campeonato Europeo | Campeonato Europeo | Campeonato Europeo |
| Año                | Lugar              | Medalla            | Competición        |
| ------------------ | ------------------ | ------------------ | ------------------ |
| 2021               | Trento (Italia)    | Medalla de oro     | Ruta sub-23        |

## Palmarés
2021
- Campeonato Europeo en Ruta sub-23

2022
- Visegrad 4 Ladies Series-Hungary
- 1 etapa del Tour Internacional de los Pirineos
- 1 etapa del Tour Cycliste Féminin International de l'Ardèche

2023
- Gran Premio della Liberazione
- 1 etapa del Tour Cycliste Féminin International de l'Ardèche

2024
- Gran Premio de Fourmies